# Arthur Cook
Arthur Cook (n. 19 martie 1928, Washington, D.C., District of Columbia, SUA – d. 21 februarie 2021, Rockville, Maryland, SUA) a fost un trăgător de tir ce a reprezentat Statele Unite ale Americii, medaliat olimpic. A participat la o ediție a Jocurilor Olimpice (1948) în care a câștigat o medalie de aur.

## Participări
Lista de mai jos prezintă principalele competiții la care a participat Arthur Cook de-a lungul carierei.
- shooting at the 1948 Summer Olympics – men's 50 metre rifle[*]